# Alfred Denning
Pour les articles homonymes, voir Denning.
Alfred Thompson « Tom » Denning, baron Denning, né le 23 janvier 1899 et mort le 5 mars 1999, mieux connu sous le nom de lord Denning, est un avocat et juge britannique. Malgré des études interrompues par son service militaire durant la Première Guerre mondiale, il obtint des diplômes en mathématiques et en droit à l'université d'Oxford. Par la suite, il démarra une carrière juridique se distinguant aussi bien en tant que barrister qu'en tant que conseiller du Roi en 1938.
En 1944, Denning devient juge par sa nomination à la chambre de la famille de la Haute Cour de justice. Moins de cinq après sa nomination à la Haute Cour, il est fait Lord Justice of Appeal (en) en 1948. En 1957, il est nommé en tant que Lord of Appeal in Ordinary et après cinq ans à la Chambre des lords, il retourne à la Cour d'appel comme Master of the Rolls en 1962, un poste qu'il occupera pendant vingt ans. Durant sa retraite, il signe plusieurs livres et continue de proposer son avis sur le statut de la common law par son écriture et sa position à la Chambre des lords.
Grâce à son rapport sur l'affaire Profumo, Denning fait partie des figures publiques les plus connues d'Angleterre. Il était hautement estimé par la plupart des membres de la magistrature et du barreau pour ses jugements audacieux allant à l'encontre de la loi. Juge durant 38 ans, il eut une forte influence sur la common law, particulièrement lorsqu'il était à la Cour d'appel. Même si plusieurs de ses décisions furent annulées par la Chambre des lords, nombre d'entre elles furent confirmées par le Parlement britannique, qui adopta des lois en lien direct avec ses jugements. Bien qu'apprécié pour son rôle de « juge du peuple » et son soutien à la personne, Denning était également controversée pour sa campagne contre la règle de common law du précédent, pour ses observations réalisées à l'égard des six de Birmingham et des Quatre de Guildford, et pour son conflit avec la Chambre des lords en tant que Master of the Rolls.

## Jeunesse et études
Denning est né le 23 janvier 1899 à Whitchurch de Charles Denning, un marchand de tissus marié à Clara Denning. Il nait dans une famille de six enfants. Son frère le plus âgé Reginald Denning exercera plus tard le poste d'officier d'état-major dans l'armée britannique, et son plus jeune frère Norman Denning deviendra directeur des opérations navales et chef adjoint d'état-major de la Défense. Né deux mois plus tôt que prévu, Denning faillit presque mourir à la naissance. Il était si petit et si faible qu'il avait été surnommé « Petit Poucet », et pouvait rentrer dans un pot d'un volume d'une pinte. Son prénom fut choisi par sa sœur Marjorie en référence à Alfred le Grand, et il fut baptisé le 23 avril 1899, à l'église All Hallows de Whitchurch.
Avec son frère aîné Gordon, Denning commença ses études à l'École nationale de Whitchurch, comptant parmi les nombreuses écoles mises en place par la Société nationale pour l'éducation des pauvres. Les deux garçons gagnèrent des bourses d'études à Andover Grammar School, où Denning excella académiquement en remportant quatre prix pour des essais en anglais sur des sujets tels que « Les Grands Auteurs », « Macaulay », « Carlyle », et « Milton ».
Au déclenchement de la Première Guerre mondiale, la plupart des maîtres d'école rejoignent les forces armées britanniques, et sont remplacés par des enseignantes. À cette époque, Denning voulait devenir mathématicien, mais aucun des nouveaux enseignants n'en savait assez pour lui apprendre les mathématiques, faute de quoi il se fit autodidacte. Il était en mesure d'étudier à l'Université de Southampton, mais on lui conseilla de rester à l'école pour demander Oxford ou Cambridge quelques années plus tard. À l'âge de seize ans, il passa l'examen d'Oxbridge et se vit allouer une bourse annuelle de 30 £ pour étudier les mathématiques au Magdalen College d'Oxford. Cela n'était pas suffisant pour vivre, mais il accepta quand même. Même s'il avait été accepté par une université, il devait obtenir l'entrée à l'université de façon globale, ce qui signifiait qu'il devait passer des examens dont le grec - qui n'avait pas été enseigné à Andover Grammar School. Par lui-même, Denning réussit à apprendre suffisamment de cette matière, et s'inscrivit à Oxford en 1916.
En plus de sa bourse Magdalen Scholarship, il disposait également d'une bourse du conseil du comté de Hampshire d'une valeur de 50 livres par an. À son arrivée, il fit une impression favorable à Sir Herbert Warren, le président du Magdalen College, qui augmenta sa bourse annuelle « Demyship » à 80 £ par an et le recommanda auprès de la Worshipful Company of Goldsmiths pour qu'elle lui donne une bourse annuelle de 30 £. Malgré une formation militaire le matin et le soir, Denning travailla dur, et obtint en juin 1917 une mention très bien en mesures mathématiques, représentant la moitié de son diplôme en mathématique.

## Service militaire
À cause d'un souffle cardiaque systolique, Denning n'était au départ pas admissible pour servir dans les forces armées. Persuadé que le médecin l'avait diagnostiqué ainsi parce qu'il ne voulait pas envoyer mourir des jeunes hommes au front, il fit appel de la décision avec succès. Le 14 août 1917, il s'engagea comme cadet dans le régiment royal du Hampshire avant d'être envoyé au Corps des Ingénieurs Royaux de l'Université d'Oxford. Il fut formé à Newark et fut de façon temporaire accrédité comme sous-lieutenant le 17 novembre 1917. Même si Denning était suffisamment âgé pour servir dans les forces armées, les règlements ne l'autorisaient pas à servir en France avant d'avoir dix-neuf ans. En mars 1918, l'armée allemande s'étant rapproché d'Amiens et de Paris, l'unité de Denning fut envoyée en France pour stopper sa progression. Sous le feu continu des obus durant trois mois, la compagnie et la 38e division d'infanterie tinrent leur position pour la construction d'un pont afin de permettre à l'infanterie de progresser sur la rivière Ancre. Lors de la construction de ces ponts, Denning dut rester éveillé durant deux jours. Peu de temps après qu'un pont fut achevé, un avion allemand largua une bombe dessus, les forçant à recommencer. Alors que l'unité avançait sur la rivière Ancre et le canal du Nord, Denning tomba malade de la grippe et se retrouva à l'hôpital pour les derniers jours de la guerre.

## Retour à Oxford

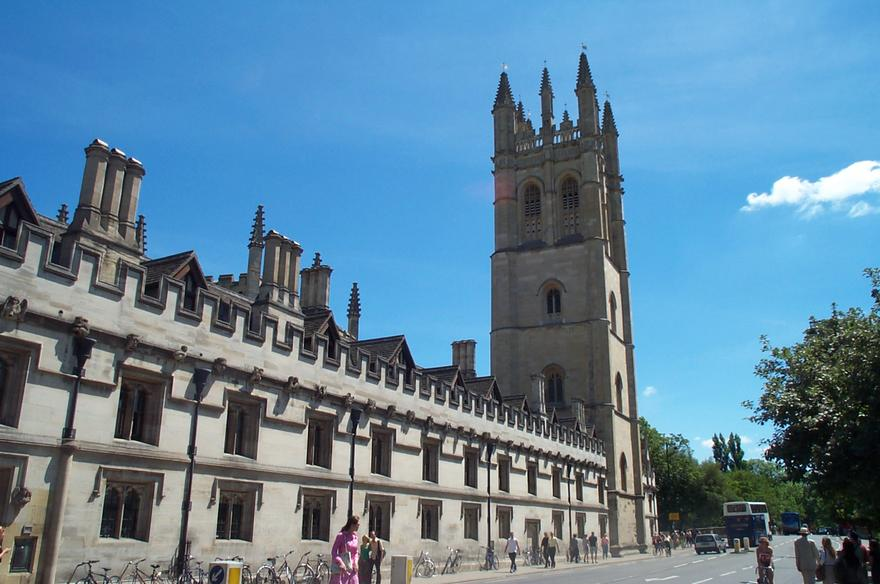
Magdalen College, Oxford, dans lequel Denning fit ses études entre 1916 et 1918, 1919 et 1920, et de 1921 à 1922.

Le 6 février 1919, Denning fut démobilisé et retourna à Magdalen College quatre jours plus tard. Il pensait d'abord à se tourner vers les mathématiques appliquées, mais décida d'apprendre les mathématiques pures. Il travailla dur, ne participant à aucun club ou associations de l'université afin de mieux se concentrer sur son travail, et obtint son diplôme en 1920 avec mention en mathématique complexe. Pour 350 £ par an, il accepta un poste d'enseignant en mathématiques à Winchester College qui lui était proposé. En parallèle des mathématiques, il enseigna la géologie alors même qu'il ne l'avait pas étudié. Au contraire, il « s'instruisait dessus la veille. »
Trouvant son travail ennuyeux, et après avoir vu la cour d'assises au château de Winchester il se découvrit une vocation d'avocat. Sur les conseils de Herbert Warren, il revint à Magdalen College pour étudier la jurisprudence en octobre 1921. Grâce à Warren, Denning remporta la bourse Eldon Law d'une valeur de 100 livres par an pour financer ses études. Quand la nouvelle du choix de Denning fut communiqué, Warren écrivit « vous êtes l'homme à suivre. Peut-être serez-vous un Lord of Appeal un jour. » En juin 1922, lors de ses examens finaux, Denning impressionna l'examinateur, Geoffrey Cheshire, en répondant correctement à des questions portant sur le droit des actes de propriétés ayant reçu la sanction royale seulement quelques jours avant. Denning fut reçu avec mention très bien dans toutes les matières sauf en jurisprudence, qu'il décrivit comme une « matière trop abstraite à mon goût. » Il ne revint pas étudier pour un Bachelor en droit civil  mais tenta d'obtenir une bourse au All Souls College d'Oxford. Il échoua, ce qu'il imputa à sa mauvaise prononciation du latin.

## Le Barreau
Le 4 novembre 1921, Denning fut admis à Lincoln's Inn qu'il choisit parce que le sous trésorier était diplômé du Magdalen College. Sur les conseils de l'ami de son frère Frank Merriman, il candidata pour le 4 Brick Court de Middle Temple Lane, un des cabinets gérés par Henry O'Hagan. Il fut accepté et commença à y travailler en septembre 1922, avant même d'obtenir son examen du barreau final. En mai 1923, il passa son examen final et arriva en tête, recevant du College Lincoln's Inn une bourse d'études d'un montant de 100 guinées par an pour une durée de trois ans. Il fut admis au Barreau le 13 juin 1923, et se vit offrir un bail par O'Hagan. Ses premières années furent consacrées au traitement de petites affaires de clients variés, comme la défense de ceux n'ayant pas payé leurs amendes et contravention ferroviaires. Pendant ce temps-là, il écrivit  également un manuel pour la police des chemins de fer les conseillant sur les incidents causés par les chauffeurs de taxi lorsqu'ils refusaient de prendre un client pour une destination dans la zone spécifiée par le Public Carriage Office (pour laquelle ils étaient légalement tenus de le faire). En 1924, il écrivit son premier article intitulé «Quantum meruit and the Statute of Frauds sur la décision Scott v Pattison [1923] 2 KB 723, qui fut accepté par la Revue trimestrielle de droit, Law Quarterly Review, et publié en janvier 1925.
Durant les années 1920 et 1930, son travail augmenta quantitativement et qualitativement. Dans les années 1930, il réalisait la plupart de ses comparutions devant les tribunaux supérieurs comme la Haute Cour de Justice. En 1932, son clerc lui conseilla qu'il valait mieux ne pas être vu dans les County Courts (tribunal d'instance), et qu'il devait quitter ce travail. En 1929, il participa à l'édition de plusieurs chapitres de Smith's Leading Cases (13th ed.) et en 1932 il devient éditeur superviseur pour la 9e édition des Precedents for Pleadings in the King's Bench Division de Bullen et Leake. En 1932, il s'installe à son propre ensemble de chambres à Brick Cour, et à partir de l'année 1936, il gagne plus de 3 000 livres par an. Dans l'affaire L'Estrange v F Graucob Ltd [1934] 2 KB 394, il plaide avec succès la constitution d'une clause d'exemption, car un contrat avait été signé. C'était contraire à ses fonctions de juge et il essaya de minimiser la situation en déclarant que « Si vous êtes avocat, vous voulez que votre client gagne. Si vous êtes un juge vous ne vous souciez pas de qui gagne. Vous êtes seulement concerné par la justice. »
De 1937 à 1944, il travailla en tant que chancelier du diocèse de Southwark, et de 1942 à 1944 il fut chancelier du Diocèse de Londres. Il demanda à devenir conseiller du Roi le 15 janvier 1938. Les nominations furent annoncées le 7 avril. Il prêta serment le 9 avril et reçut des lettres de félicitations, dont celle de Rayner Goddard. Après le commencement de la Seconde Guerre mondiale, Denning s'engagea, mais trop vieux pour le service actif, il fut à la place nommé conseiller juridique de la région Nord-Est. En 1942, il prit part à l'affaire Gold v Essex County Council [1942] 2 KB 293, qui conduisit à la modification de la loi pour rendre les hôpitaux responsable de la négligence professionnelle de leur personnel.
En décembre 1943, un juge tomba malade et Denning fut nommé pour prendre sa place en tant que commissaire d'assises. Cette place était considérée comme un essai avant une éventuelle nomination à la magistrature. Par la suite, Denning fut nommé officier judiciaire de Plymouth le 17 février 1944. Le 6 mars 1944, alors qu'il traitait une affaire à la Chambre des lords, Denning fut pris à part par le Lord Chancellor (Grand Chancelier d'Angleterre) qui lui avoua qu'il aimerait le voir en tant que juge à la Haute Cour de Justice au sein de la division de l'homologation, de l'Amirauté et du divorce. Denning accepta, et l'annonce se fit avant même la conclusion du procès.

## Haute Cour

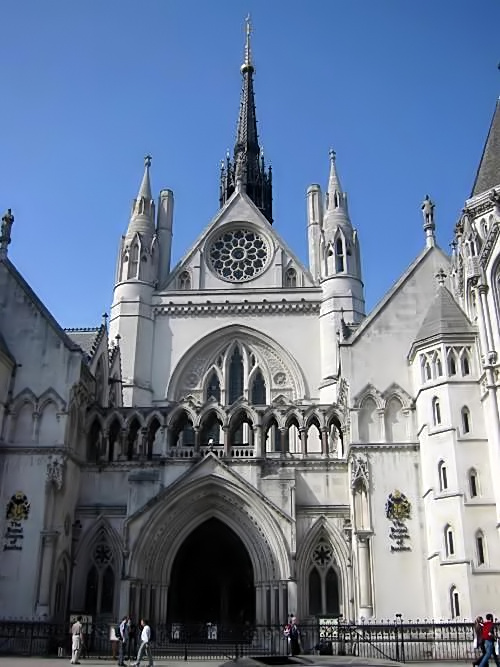
The Royal Courts of Justice.

Le 7 mars 1944, Denning fut officiellement nommé avec un salaire de 5 000 £, et il reçut son titre de chevalier le 15 mars 1944. Devenu juge, Denning fut également élu conseiller de Lincoln's Inn, puis en devint le trésorier en 1964. Denning avait peu d'expérience dans le droit du divorce et ne l'appréciait guère car ce droit était considéré comme une sorte de loi inférieure. Il y avait peu de bons avocats spécialisés en droit du divorce. Deux autres avocats avaient prêté serment au sein de la division de l'homologation, de l'Amirauté et du divorce avec Denning, mais un seul d'entre eux pratiquait le droit du divorce. Son travail en tant que juge du divorce était relativement bien vu. Ses décisions furent annulées une seule fois avec l'affaire Churchman v Churchman [1945] 2 All ER 190. En 1945, à la suite de la nomination de Lord Jowitt comme Lord Chancellor (Grand Chancelier d'Angleterre), Denning fut transféré à la division du King's Bench, où le chancelier pensait que ses talents seraient mieux mis à profit. Hildreth Glyn-Jones, plus tard devenu juge de la Haute Cour, le félicita avec l'expression « Bienvenue à la maison. » En 1946, alors qu'il parcourait le Western Circuit, il fut rappelé par le Lord Chancellor pour présider un comité examinant la réforme de la procédure en cas de divorce. Il continua son travail de juge alors qu'il présidait quotidiennement le comité. Le 26 juin 1946, le comité fut nommé et publia dès juillet son premier rapport aboutissant à la réduction du temps entre le jugement conditionnel et le jugement irrévocable passant de 6 mois à 6 semaines. Le deuxième rapport publié en novembre, recommandait que les juges des tribunaux civils soient nommés pour juger les affaires. En février 1947, le rapport final recommandant la création d'un service de protection du mariage fut publié. Les rapports firent bonne impression au public et conduisirent Denning à être invité à devenir président du Conseil national d'orientation du Mariage.
Sa nomination à la division du King's Bench lui permit de traiter les recours contre les pensions d'invalidité. Il tenta également de réformer les principes appliqués par le ministre et les tribunaux des pensions. Dans l'affaire Starr v Ministry of Pensions [1946] 1 KB 345, il jugea qu'il appartenait aux tribunaux de prouver qu'une blessure n'avait pas été causée lors d'un service militaire, inversant ainsi la situation antérieure où un demandeur devait prouver que ses blessures avaient été causées lors de son service militaire pour se voir accorder une pension. Dans l'affaire James v Minister of Pensions [1947] KB 867, il permit également aux juges d'approuver les prorogations de délai lorsque le demandeur souhaite recueillir plus de preuves et que ses demandes ont été rejetées. Ces deux affaires créèrent une grande évolution pour les demandeurs, ce qui valut à Denning les éloges de la British Legion et du public. Le gouvernement refusa de réétudier la situation des militaires ayant été déboutés avant l'arrêt de Denning, ce qui provoqua un tollé général sous le slogan « Apte à la guerre, apte aux pensions. » L'organisation British Legion retint 73 affaires et demanda à Denning de la lui laisser les présenter lorsque les tribunaux ne siégeaient pas ; Denning traita les 73 affaires le 11 juillet 1946.
En 1947, il présida l'affaire Central London Property Trust Ltd v High Trees House Ltd [1947] KB 130 (connue comme l'affaire High Trees), considérée comme une étape importante dans le droit anglais des contrats. Il reprit le principe juridique de l'estoppel établi par l'affaire Hughes v Metropolitan Railway Co (1876-1877) LR 2 App Cas 439, ce qui lui valut aussi bien des louanges que des critiques par les avocats et les théoriciens du droit.
En tant que juge de la Haute Cour, Denning condamnait parfois à la peine capitale. Denning affirmait qu'en cas d'assassinat, la mort était la peine la plus appropriée, et que si des erreurs avaient été commises il existait un système d'appel. Dans les années 1950, une opposition croissante à l'utilisation de la peine de mort se manifesta, et une commission royale fut nommée pour enquêter sur son abolition. En 1953, Denning déclara à la Commission que « la punition infligée pour des crimes graves devait refléter de façon adéquate la répulsion ressentie par la majorité des citoyens pour eux. » Plus tard, il changea d'avis sur la peine capitale, la considérant comme contraire à l'éthique. En 1984, il écrit : « Est-il juste pour nous, en tant que société, de faire quelque chose - pendre un homme - pour laquelle aucun de nous serait prêt à accomplir individuellement ou même assister ? La réponse est «non, pas dans une société civilisée. »

## Cour d'appel
Juge depuis moins de cinq ans, Denning fut nommé Lord Justice of Appeal (en) le 14 octobre 1948. Il fut assermenté à titre de conseiller privé le 25 octobre 1948. En tant que Lord Justice of Appeal, il continua à faire des jugements de réformation dans une variété de domaines, notamment en droit de la famille et celui des femmes abandonnées. En 1952, la Cour d'appel traita l'affaire Bendall v McWhirter [1952] 2 QB 466 et jugea qu'une femme abandonnée occupant le domicile conjugal avait un droit personnel d'y rester. La décision provoqua la désapprobation de la magistrature et de l'opinion publique. Un correspondant écrivit : « Cher Monsieur : Vous êtes une honte pour l'humanité de laisser ces femmes briser des foyers et d'attendre de nous de les garder pendant qu'elles nous volent ce pour quoi nous avons travaillé pour nous mettre à la rue. Je vous souhaite d'avoir le même problème que nous. Faites-nous la faveur de prendre votre Rolls et de vous jetez de la falaise de Beachy Head afin de ne jamais revenir. »
La Chambre des lords réduisit à néant le travail de Denning à la suite de l'affaire National Provincial Bank Ltd v Ainsworth [1965] AC 1175 à 1965, en énonçant que la femme abandonnée n'avait pas le droit de rester. La décision, très impopulaire, conduisit à l'adoption de la loi de 1967 sur le domicile conjugal, rétablissant partiellement le jugement de Denning.
En 1951, il rendit un avis divergeant dans l'affaire Candler v Crane, Christmas & Co considéré comme un « avancement brillant de la loi contre les déclarations inexactes négligentes. » et qui fut ensuite approuvé par la Chambre des lords dans l'arrêt Hedley Byrne v Heller & Partners Ltd [1963] 2 All ER 575. Dans Combe v Combe en 1952, il reprit la doctrine de l'estoppel, en disant qu'elle pouvait être un « bouclier » et non pas une « épée » ; ce principe pouvait être utilisé pour défendre une revendication, non pas créer un moyen d'action là où auparavant il n'en existait pas,. En 1954, sa décision dans l'affaire Roe v ministre de la Santé [1954] 2 ARE 131 modifie les motifs pour lesquels le personnel hospitalier peut être considéré négligent, un précédent juridique qu'il avait lui-même fixé dans l'affaire Gold v Essex County Council en 1942. En 1955, son jugement principal dans Entores Ltd v Miles Far East Corporation [1955] 2 QB 327 met en place un moyen de juger le moment du consentement dans les communications instantanées ou quasi instantanées; comme l'affaire High Trees, ce moyen est toujours valable.

## Chambre des lords
À la suite de la démission de Lord Oaksey en 1956, Denning se vit proposer un poste de Law Lord (en) (juge siégeant à la Chambre des lords). Après hésitations (il craignait qu'une telle tâche ne réduise ses chances de devenir Master of the Rolls ou Lord Chancellor), il accepte, et se voit proposer formellement le poste le 5 avril 1957.
Le 24 avril 1957, il est créé pair à vie dans la pairie du Royaume-Uni en tant que baron Denning, de Whitchurch dans le comté de Southampton, ce qui lui permet de siéger à la Chambre des lords. Pour défendre ses armoiries, il choisit Lord Mansfield et Sir Edward Coke. Beaucoup de membres de la magistrature et du barreau approuvèrent son choix mais il fut averti qu'il devrait agir lentement pour réformer la justice. Durant sa carrière à la Chambre des lords, Denning exprimait souvent des avis divergents, y compris dans une affaire du Conseil privé où il soutenait une opinion dissidente en dépit du fait que le Conseil privé ne permettait l'expression que d'une seule opinion. Denning n'apprécia pas ses fonctions à la Chambre des lords où il se confrontait fréquemment avec le vicomte Simonds, connu comme un juge conservateur et orthodoxe. Malgré sa réputation de juge farouchement individuel, Denning exprima sa divergence dans seulement 16 % des cas qu'il traita à la Chambre des lords ; moins que Lord Keith, dissident 22 % du temps. Le 9 mai 1960, Denning fut nommé Deputy Lieutenant de Sussex.

## Master of the Rolls
En 1962, lord Evershed démissionna de ses fonctions de Master of the Rolls, et Denning fut nommé pour le remplacer le 19 avril 1962, avec un salaire de 9 000 £. Même si Denning décrivit cette nomination comme « une descente vers le bas », il fut heureux de celle-ci, puisqu'il apprécia plus sa période à la Cour d'appel qu'à la Chambre des lords. Les juges de la Cour d'appel siégeant par trois et les lords par cinq (ou plus), il fut suggéré que pour obtenir son laisser-passer à la Cour d'appel Denning n'avait qu'à convaincre un autre juge alors que dans la Chambre des lords, il fallait en convaincre au moins deux. L'autre « avantage » de la Cour d'appel est que le volume d'affaires traitées est plus important que celui de la Chambre des lords, et a donc un effet plus significatif sur la loi. Au cours de ses vingt ans en tant que Master of the Rolls, Denning pouvait choisir les affaires qu'il souhaitait traiter, et les juges avec qui il siégeait. Par conséquent, sur la plupart des questions, il avait effectivement le dernier mot. Relativement peu d'affaires furent conduites à la Chambre des lords, qui était à l'époque le plus haut tribunal de la Grande-Bretagne.
En tant que Master of the Rolls, il sélectionnait des affaires qu'il considérait comme particulièrement importante à entendre. Plutôt que d'avoir un système américain (où les juges effectuent une rotation pour siéger), il attribuait les affaires aux juges ayant une expertise dans un domaine particulier du droit. En 1963, il présida une commission d'investigation portant sur les moyens de réduire l'archivage de documents juridiques conservés par le Public Record Office. Sur ce point, les fichiers pour les affaires civiles de la Haute Cour occupaient à eux seuls des rayonnages d'une longueur de près de quatre miles. Le 16 mai 1966, le rapport final fut présenté au Lord Chancellor (Grand Chancelier d'Angleterre). La conclusion étant que « si nos propositions sont mises en œuvre au Public Record Office, les employés seront soulagés de deux cents tonnes de dossiers (occupant 15 000 étagères). » Le Lord Chancellor prit le rapport de Denning à cœur, et recommanda la mise en œuvre immédiate des changements.

### Droit des contrats
Denning rendit un jugement principal dans D & C Builders Ltd v Rees [1965] 2 QB 617 en 1965. D & C Builders Ltd (l'intimé) avait été embauché par Rees (le demandeur) pour réaliser des travaux de construction dans son magasin, où il vendait des matériaux de construction. L'intimé effectua le travail et téléphona à plusieurs reprises au demandeur pour réclamer l'argent dû. À la suite de trois appels téléphoniques réparties sur plusieurs mois, l'épouse du demandeur répondit en affirmant qu'il y avait plusieurs problèmes avec les travaux réalisés, et qu'elle ne paierait que 300 £ des 482 £ dû. L'entreprise répondit qu'un paiement de 300 £ couvrirait à peine les coûts des matériaux, mais qu'ils accepteraient de toute façon. Si les défendeurs n'avaient pas reçu l'argent, ils auraient fait faillite, ce que la femme du demandeur savait. Dans son jugement, Denning modifia la jurisprudence anglaise sur le paiement partiel et sur le concept d'accord and satisfaction, en indiquant que les règles sur le paiement partiel pouvaient être écartées lorsque l'une des parties agit sous la contrainte. Le fait que D & C Builders Ltd avait été contraint d'accepter un montant moindre signifiait que le paiement n'était pas valable.
En 1971, dans l'affaire Thornton v Shoe Lane Parking Ltd [1971] 2 QB 163, la Cour d'appel où siégeait Denning statua que lorsqu'il s'agit de l'offre et de l'acceptation entre une personne et une machine automatisée, l'offre est faite par la machine. Dans un arrêt Butler Machine Tool Co Ltd v Ex-Cell-O Corp Ltd [1979] 1 WLR 401 de 1979, Denning réforma la jurisprudence concernant la sus-nommée « bataille des formulaires. »

### Droit de la responsabilité délictuelle
Denning statua au principal dans l'affaire Letang v Cooper [1964] 2 All ER 929 en 1964. Mme Letang, en vacances à Cornwall, avait décidé de s'allonger et se reposer dans l'herbe devant un hôtel. M. Cooper conduisait dans le parking de l'hôtel et, ne voyant pas Mme Letang, avait roulé sur ses jambes. Plus de trois ans après les événements, Mme Letang intenta une action en responsabilité délictuelle contre Cooper, réclamant des dommages pour ses blessures. L'acte délictuel standard pour les dommages corporels est celui de négligence, dont la prescription est de 3 ans. Mais au lieu d'invoquer celui-ci, Mme Letang se prévalait de la réparation de son préjudice au titre du délit d'intrusion. Dans son jugement, Denning énonça que ce délit ne pouvait être invoqué que si la blessure avait été infligée intentionnellement, si elle était involontaire, la négligence pourrait être invoquée.
En 1973, dans l'affaire Spartan Steel and Alloys Ltd v Martin & Co. Ltd [1973] 1 QB 27, il rendit un arrêt de principe sur la question de l'indemnisation de la perte purement économique en cas de négligence. Spartan Steel était une entreprise fabriquant de l'acier inoxydable à Birmingham, dont l'usine était alimenté par l'électricité. À moins d'un mile de l'usine, l'entreprise Martin & Co réalisait des travaux de maintenance sur une route lorsqu'ils ont accidentellement déterré et endommagé le câble d'alimentation fournissant l'usine en électricité. En l'absence de courant, l'usine a perdu une grosse somme d'argent : 368 £ sur les produits endommagés, 400 £ sur les bénéfices qu'ils auraient pu réaliser et 1 767 £ pour l'acier qu'ils n'ont pu fabriquer en raison de la panne d'électricité. La question se posait de savoir si Spartan Steel pouvait réclamer de l'argent. Martin & Co reconnut sa négligence, et offrit de payer les produits endommagés et le bénéfice que Spartan Steel aurait pu obtenir sur ces produits, mais refusa de payer des dommages-intérêts pour l'acier que Spartan Steel ne pouvait pas fabriquer en raison de la panne d'électricité. Dans son jugement, Denning estima qu'ils n'auraient à payer que les pertes liées aux produits endommagés, et non pas l'argent perdu sur l'acier qui ne pouvait pas être fabriqué en raison de la panne d'électricité car cela constituait une perte économique pure.
Afin de conformité avec les politiques publiques, Denning ne reconnait pas l'indemnisation de la perte purement économique. Il affirme dans son jugement que :
1. Les fournisseurs de services publics statutaires ne sont jamais responsables des dommages causés par leur négligence.
2. Une panne d'électricité constitue un danger banal et un risque pour lequel on peut attendre de chacun de la tolérance de temps à autre.
3. Si les réclamations pour perte purement économique dans de tels cas étaient admises, cela pourrait conduire à d'innombrables réclamations, dont certaines pourraient être fallacieuses.
4. Il serait injuste de faire peser l'entière responsabilité de nombreuses pertes relativement faibles sur les épaules d'une seule personne.
5. La loi ne laisse pas le demandeur sans remède en lui permettant de récupérer les pertes économiques étant la conséquence directe de dommages physiques[69].

L'arrêt de la Cour d'appel de Spartan Steel a été critiqué, d'abord pour être fondé sur les politiques publiques plutôt que sur un principe juridique, et d'autre part parce que le principal motif de politique publique de la décision (selon lequel permettre la revendication de perte purement économique conduirait à d'innombrables réclamations) n'a jamais été corroboré par des preuves. La Chambre des lords a statué dans l'affaire Junior Books v Veitchi [1982] 3 All ER 201 que la perte purement économique était récupérable.

### Affaire Profumo
À la suite de son rapport sur l'affaire Profumo, Denning est devenu plus connu. John Profumo était le secrétaire d'État à la guerre du gouvernement britannique. Lors d'une fête en 1961, Profumo fut présenté à Christine Keeler, une danseuse, et il entama une liaison avec elle. Dans le même temps, elle entretenait une relation avec Evgueni Ivanov, attaché naval à l'ambassade de l'Union soviétique. Le 26 janvier 1963, Keeler était contacté par la police pour une autre affaire mais elle donna volontairement des informations sur sa relation avec Profumo. Tout d'abord, la police ne mena aucune enquête. Aucun crime n'avait été commis et le comportement des ministres n'étaient pas leur préoccupation. Même si la relation ne dura que quelques semaines, cela devient rapidement une affaire publique dès 1962. En janvier 1963, Keeler tenta de publier ses mémoires dans le Sunday Pictorial, mais Profumo, insistant sur le fait qu'il n'avait rien fait de mal, la força à reculer avec la menace d'une action juridique si l'histoire venait à être publiée. Le 22 mars, Profumo fit une déclaration à la Chambre des communes, en soutenant qu'« il n'y a pas la moindre ambigüité dans mes relations avec Miss Keeler. » Le 4 juin 1963, il contacta le whip en chef (Chief Whip) et le secrétaire particulier du Premier ministre pour les informer qu'il avait effectivement eu une liaison avec Keeler. Par conséquent, il envoya une lettre de démission au Premier ministre, qui fut acceptée.
Le 21 juin 1963, Harold Macmillan, Premier ministre de l'époque, demanda à Denning de mener une enquête sur les « circonstances ayant conduit à la démission de l'ancien secrétaire d'État à la Guerre, M. Profumo JD. » Il démarra l'enquête le 24 juin et commença à parler aux témoins le jour suivant. Cette période nécessita 49 jours d'enquête et impliqua l'interrogation de 160 personnes. Il conclut que la responsabilité principale du scandale revenait à Profumo, pour avoir fréquenté Keeler et pour avoir menti à ses collègues, sa plus grande erreur étant d'avoir fait une fausse déclaration à la Chambre des communes. Il déclara également que la situation avait été examinée de façon inexacte par la police, les membres du parlement et les services de sécurité. Plutôt que de demander si Profumo avait commis l'adultère, ils auraient dû demander si sa conduite avait conduit les gens ordinaires à penser qu'il avait commis l'adultère. Son analogie se faisait avec le droit de divorce. Un homme n'a pas besoin d'avoir commis l'adultère pour que sa femme ait des motifs pour le divorce. Il suffit qu'elle pense qu'il ait commis l'adultère. En effet, une telle croyance détruit la confiance et la confidence au sein du couple. Cela fonda les critiques de plusieurs ministres du gouvernement, dont Sir John Hobson, le procureur général pour l'Angleterre et le Pays de Galles, disant que cela revenait à condamner un homme sur la base de soupçons plutôt que sur des preuves.
Le rapport final de Denning comprenait près de 70 000 mots et fut achevé à l'été 1963. Il le signa le 16 septembre et il fut publié dix jours plus tard. Ce fut un best-seller, 105 000 exemplaires ont été vendus, dont 4 000 la première heure avec des personnes faisant la queue jusqu'à l'extérieur de l'imprimerie nationale (Her Majesty's Stationery Office) pour acheter des copies. Le rapport complet fut publié dans le Daily Telegraph comme supplément. Le rapport a été critiqué comme un «whitewash» visant à étouffer l'affaire, une revendication que Denning a rejeté. Il disait que « même si l'intérêt public exige que les faits soient déterminés de façon aussi précise que possible, il y a un intérêt supérieur à considérer, à savoir l'intérêt de la justice pour l'individu qui transcende tous les autres. »

### Sécurité nationale
En 1977, Denning confirma l'expulsion de Mark Hosenball, un journaliste ayant travaillé sur une histoire faisant référence à l'existence de GCHQ, alors considéré comme secret d'État. Dans sa décision, il fit valoir que les décisions du gouvernement dans ces affaires allaient au-delà de l'analyse juridique, en écrivant : « Il existe ici un conflit entre d'une part, les intérêts de la sécurité nationale, et d'autre part, la liberté de l'individu. L'équilibre entre ces deux aspects ne peut être établi par un tribunal. Il doit l'être par le ministre de l'Intérieur qui est la personne chargée par le Parlement de cette tâche. Pour maintenir la sécurité nationale dans le monde cela a été à plusieurs reprises utilisé comme une excuse à toutes sortes de violations de la liberté individuelle. Mais pas en Angleterre. »

### Maladie et controverse
En 1979, il commença à éprouver des problèmes à la hanche et à la jambe ; une de ses jambes avait raccourci d'un pouce et demi et il devait réapprendre à marcher. Même s'il demeurait en bonne santé, il s'agissait d'un signe de son vieillissement, et les handicaps qui suivirent commencèrent à affecter ses jugements. Alors qu'il s'exprimait à Cumberland Lodge en 1980, il oublia les détails de l'affaire, quelque chose de choquant pour un juge connu pour son excellente mémoire. En 1980, lors de l'appel interjeté par les six de Birmingham (qui furent par la suite acquittés), Lord Denning estima que ces hommes devaient arrêter de contredire des décisions judiciaires. Il énuméra plusieurs raisons pour juger irrecevable leur appel :
« Il suffit de prendre en considération la suite des événements pour déterminer si un procès devait être mené... Si les six hommes avaient perdu, cela signifierait que beaucoup de temps, d'argent et d'inquiétude auraient été dépensés par beaucoup de personnes sans aucun but. S'ils avaient gagné, cela voudrait dire que la police serait coupable de parjure; qu'ils seraient coupables de violences et de menaces; que les aveux avaient été admis involontairement et irrégulièrement comme preuve; et que les condamnations étaient erronées… C'est une perspective si épouvantable que toute personne raisonnable dirait: «Cela ne peut pas être juste, les poursuites doivent aller plus loin. »
En 1982, il publie What Next in the Law. Dans ce livre, il faisait allusion au fait que certains membres de la communauté noire seraient inadaptés pour servir en tant que jurés, et que les groupes d'immigrants auraient des normes morales différentes des natifs anglais. Ses remarques suivaient le procès de l'émeute de rue St Pauls à Bristol. Deux jurés de l'affaire menacèrent de le poursuivre en justice et la Society of Black Lawyers écrivit au Lord Chancellor pour demander que Denning soit « poliment et fermement » mis à la retraite. Le 21 mai, Denning présenta ses excuses et remis une lettre au Lord Chancellor détaillant sa démission qui deviendra effective le 29 septembre.
Le 5 juillet, George Thomas organisa un dîner en l'honneur de Denning à la Speaker's House. Étaient présents : Margaret Thatcher, Robert Runcie, Lord Hailsham, Geoffrey Howe, Seigneur Lane, William Whitelaw, Michael Havers, et Christopher Leaver. Le 30 juillet 1982, son dernier jour à la cour, Denning rendit quatre arrêts et, vêtu de ses habits officiels en compagnie du Lord Chancellor, prononça son discours d'adieu devant plus de 300 avocats entassés à l'intérieur du tribunal. Il livra son dernier arrêt le 29 septembre dans l'affaire George Mitchell (Chesterhall) Ltd v Finney Lock Seeds Ltd [1983] 2 AC 803 et, comme d'habitude, de façon dissidente.

## Retraite et mort
En retraite, Denning déménagea à Whitchurch et poursuivit le travail qu'il avait commencé en dehors de ses heures d'audience, conférences et remise de prix. À l'occasion, il dispensait également des conseils juridiques. À ce titre, en février 1983, il conseilla Patrick Evershed sur les obligations légales des fournisseurs d'eau. Des troubles supplémentaires à la hanche furent résolus par un remplacement intégral de celle-ci en mars 1983, mais une chute plus tard la même année le força à rester à la maison durant six semaines. Ayant du temps libre, Denning s'exprimait à la Chambre des lords sur des sujets qui l'intéressaient, à ce titre il fut porteur de l'amendement de la loi sur l'avortement de 1987 et du projet de loi permettant la mise sous tutelle d'entreprises en difficultés financières. En 1983, il publia le dernier volume de son autobiographie The Closing Chapter et un an plus tard Landmarks in the Law. Son dernier livre intitulé Leaves from my library fut publié en 1986. C'était une collection de ses morceaux préférés de la prose, sous-titrée de la formule suivante An English Anthology. Il apparait dans un épisode de l'émission télévisée pour enfants Jim'll Fix It, permettant la réalisation du souhait d'une jeune fille de treize ans à devenir barrister l'espace d'une journée,. En 1989, sa santé lui fait défaut. Il souffrait d'étourdissements, et après être tombé d'un train à la gare de Waterloo, on lui conseilla de ne plus se rendre à Londres à moins qu'il n'y soit conduit.
À l'été 1990, il accepta une interview enregistrée avec AN Wilson, qui sera publié dans le magazine The Spectator. Ils discutèrent des Quatre de Guildford, et Denning fit remarquer que si les Quatre de Guildford avaient été pendus « Ils auraient probablement pendu les vrais coupables. Il n'y avait juste pas de preuves contre eux, c'est tout. » Ses remarques étaient controversées et apparaissaient à un moment où la question du déni de justice était un sujet sensible. Il exprima une opinion semblable sur l'affaire controversée des Six de Birmingham de 1988, en disant : « La pendaison devrait être retenue pour assassinat ignoble. Nous ne devrions pas avoir toutes ces campagnes pour obtenir la libération des Six de Birmingham. S'ils avaient été pendus, ils auraient été oubliés, et l'ensemble de la communauté serait satisfaite... Il vaut mieux que certains hommes innocents restent en prison que l'intégrité du système judiciaire anglais soit contestée,. »
Le 25 novembre 1997, il est fait membre de l'Ordre du mérite. Étant trop faible pour se rendre à Londres, un représentant de la Reine se rendit à Whitchurch pour lui remettre cette décoration.
Il célébra son 100e anniversaire à Whitchurch le 23 janvier 1999, recevant des télégrammes aussi bien de la Reine que de la Reine Mère. Un chœur d'hommes chanta Happy Birthday to You et l'église locale eut une nouvelle cloche nommée « Great Tom » mise en service en son honneur pour l'occasion. À ce moment, sa santé s'était encore plus détériorée. Il était aveugle, avait besoin d'une appareil auditif et ne s'aventurait à l'extérieur qu'en chaise roulante électrique. Le 5 mars 1999, il tomba malade et fut transporté à l'hôpital Royal County Hampshire, où il décède d'une hémorragie interne. Denning fut enterré dans sa ville natale de Whitchurch, dans le cimetière local. Une commémoration eut lieu à l'abbaye de Westminster le 17 juin 1999. Parmi les hommages reçus, une fut du Lord Chancellor Lord Bingham, qui décrivit Denning comme « le juge le plus connu et le plus aimé de notre histoire. »

## Postérité
Denning est décrit comme le juge le plus influent du XXe siècle, en partie à cause de son action sur la common law et aussi en raison de sa personnalisation de la profession juridique. Avec ses jugements sur les pensions de guerre et son rôle dans l'enquête sur l'affaire Profumo, Denning est probablement devenu le juge le plus connu au sein de la magistrature anglaise, le public faisant par ailleurs un rapprochement direct entre Lord Denning et la Cour d'appel. Il était aussi bien apprécié que controversé. Apprécié pour son rôle du « juge du peuple » et de sa considération pour le citoyen lambda et détesté par les membres du barreau et du système judiciaire pour l'« incertitude dans la loi » créée par ses jugements.
Par la suite, diverses choses liées au droit ont été nommées en référence à Denning en raison de sa réputation en tant que juge, notamment la bourse universitaire Lord Denning de Lincoln's Inn et la Denning Law Journal de l'Université de Buckingham. La bibliothèque de Magdalen College à Oxford, où il a étudié, est connue sous le nom de la Denning Law Library.

## Vie privée
Lors de sa confirmation le 25 octobre 1914, Denning alors âgé de quinze ans rencontra sa future épouse Mary Harvey qui était la fille du vicaire de Whitchurch. Pendant de nombreuses années, Denning essaya de la séduire mais son amour était à sens unique, car Marie voulait seulement qu'ils soient amis. Après une danse à Beaulieu le 18 janvier 1930, elle déclara finalement son amour pour lui ; ils retournèrent alors à Hampshire pour choisir une bague de fiançailles. À moins de six mois de la date prévue pour leur mariage, Mary fut diagnostiquée de la tuberculose, mais elle s'en remit et le couple se maria le 28 décembre 1932, avec un mariage officié par Cecil Henry Boutflower, évêque de Southampton.
En 1933, le couple s'installa à Londres mais à l'époque la ville était noir de suie et brumeuse. Cela affecta la santé de Marie qui après un traitement à l'hôpital de Guy fut transférée à l'hôpital Brompton où un poumon lui fut enlevé. Après récupération, elle déménagea à Southampton pour rester avec ses parents pendant deux ans et recevait une visite de Denning chaque week-end. En 1935, elle avait complètement récupéré, et le couple acheta une maison dans Tylers Green à Cuckfield. Leur fils, Robert, est né le 3 août 1938. Plus tard, il devint doyen du Magdalen College à Oxford en enseignant la chimie inorganique. En 1941, Mary développa des calculs biliaires, et après légère amélioration elle eut une hémorragie le 21 novembre, qui causa sa mort le lendemain matin.
En 1945, Denning rencontra Joan Stuart, une veuve avec trois enfants: Pauline, Hazel et John. Ils se marièrent le 27 décembre 1945, et furent selon les dires heureux ensemble. Le 19 octobre 1992, elle subit une crise cardiaque fulgurante. Même si elle survit à l'attaque initiale, elle mourut quelques jours plus tard, le 23 octobre.